# Tres dies de Cherbourg
Els Tres dies de Cherbourg és una cursa ciclista francesa que es disputa anualment al departament de la Manche, als voltants de la ciutat de Cherbourg. Creada el 1980, forma part del calendari nacional francès.

## Palmarès
| Any  | Vencedor             | Segon                 | Tercer                 |
| ---- | -------------------- | --------------------- | ---------------------- |
| 1980 | Paul Mabire          | Roland Gaucher        | Michel Rauline         |
| 1982 | Christophe Bachelot  | Michel Rauline        | Jean-Marie Lemoine     |
| 1983 | François Lemarchand  | Alain Taillefer       | Pascal Churin          |
| 1984 | Christophe Gicquel   | Richard Tremblay      | Rémy Richard           |
| 1985 | Pascal Dubois        | Francis Moreau        | Jacky Bobin            |
| 1986 | Laurent Bezault      | Gérard Picard         | Philippe Adam          |
| 1987 | Gérard Picard        | Laurent Madouas       | Pascal Churin          |
| 1988 | Pierre Pietralunga   | Bruno Thibout         | Thierry Gouvenou       |
| 1989 | Gérard Picard        | Thierry Gouvenou      | Denis Dugouchet        |
| 1990 | Laurent Boucher      | Bruno Thibout         | Philippe Adam          |
| 1991 | Marek Swiniarski     | Bruno Thibout         | Pascal Amorini         |
| 1992 | Lylian Lebreton      | Jean-Michel Tilloy    | Jean-François Laffillé |
| 1993 | Stéphane Cueff       | Erwann Menthéour      | Mika Hietanen          |
| 1994 | Pascal Peyramaure    | Sébastien Guenée      | Olivier Rio            |
| 1995 | Sylvain Briand       | Fabrice Ferat         | Jérôme Bernard         |
| 1996 | Mickaël Ménage       | Denis Leproux         | Nicolas Dumont         |
| 1997 | Denis Leproux        | Michel Lallouet       | Franck Ramel           |
| 1998 | Stéphane Rifflet     | Denis Dugouchet       | Anthony Supiot         |
| 1999 | Carlo Meneghetti     | Marek Leśniewski      | Artūras Trumpkauskas   |
| 2000 | Frédéric Lecrosnier  | Denis Dugouchet       | Artūras Trumpkauskas   |
| 2001 | Marek Leśniewski     | Frédéric Delalande    | David Bréard           |
| 2002 | Yoann Le Boulanger   | Frédéric Lecrosnier   | Benoît Vaugrenard      |
| 2003 | Stéphane Pétilleau   | Pierrick Leclerc      | Alexandre Grux         |
| 2004 | David Le Lay         | Dimitar Dimitrov      | Matti Helminen         |
| 2005 | Peter Latham         | Tony Cavet            | Mickaël Leveau         |
| 2006 | Tony Cavet           | Frédéric Lecronier    | Jean-Philippe Yon      |
| 2007 | Sébastien Harbonnier | Yvan Sartis           | Guillaume Blot         |
| 2008 | Tony Cavet           | Samuel Plouhinec      | Gaylord Cumont         |
| 2009 | Kévin Lalouette      | Arnaud Courteille     | Clément Mahé           |
| 2010 | Franck Charrier      | Kévin Lalouette       | Anthony Vignes         |
| 2011 | Eliot Lietaer        | Kjell Van Driessche   | Édouard Louyest        |
| 2012 | Bryan Nauleau        | Benoît Daeninck       | Cyrille Patoux         |
| 2013 | Frederik Backaert    | Pierre Gouault        | Julien Guay            |
| 2014 | Élie Gesbert         | Samuel Plouhinec      | Yann Guyot             |
| 2015 | Aurélien Daniel      | Frédéric Guillemot    | Axel Journiaux         |
| 2016 | Dylan Kowalski       | Erwann Corbel         | Aurélien Daniel        |
| 2017 | Maxime De Poorter    | Mathieu Burgaudeau    | Maxime Renault         |
| 2018 | Taruia Krainer       | Julien Van den Brande | Alan Riou              |
| 2019 | Louis Barré          | Matis Louvel          | Arnaud Pfrimmer        |
| 2020 | suspesa              | suspesa               | suspesa                |
| 2021 | Johan Le Bon         | Mathis Le Berre       | Léo Danès              |